# Acidothermales
Ordre
Les Acidothermales forment un ordre de bactéries gram variables du phylum des Actinomycetota et présentes dans les sources d'eaux chaudes.

## Description
Cet ordre est composé de bactéries thermophiles et acidophiles. Ce sont des bactéries capables dégrader la cellulose notamment avec une système composé de trois types d'enzymes (endoglucanases, CBH et β-D glycolases).
Le genre type de cet ordre, Acidothermus et son espèce type Acidothermus cellulolyticus est composé de bactéries à coloration de Gram variable.

## Habitat
Ces bactéries sont présentes dans les sources d'eaux chaudes

## Liste des familles
Selon LPSN (28 octobre 2023) :
- Acidothermaceae Rainey et al. 1997

## Taxonomie
Le nom correct complet (avec auteur) de ce taxon est Acidothermales Sen et al. 2014.
Le genre type est : Acidothermus Mohagheghi et al. 1986.

### Étymologie
L'étymologie de cet ordre est la suivante : Aci.do.therm.a’les. N.L. masc. n. Acidothermus, genre type de l'ordre; L. fem. pl. n. suff. -ales, suffixe pour définir un ordre; N.L. fem. pl. n. Acidothermales, l'ordre des Acidothermus.